# هارولد أمينيا
هارولد أمينيا (بالإنجليزية: Harold Amenyah)‏ (من مواليد الثاني والعشرين من أيلول/سبتمبر 1988) هو ممثل وشخصية تلفزيونية وعارض أزياء ومقدم برامج ورجل أعمال غاني.

## الحياة المُبكّرة والتعليم
وُلد هارولد أمينيا في منطقة أوسو بأكرا في دولة غانا في الثاني والعشرين من أيلول/سبتمبر عام 1988 وترعرعَ هناك حيثُ تلقَّى تعليمهُ الثانويّ في مدرسة فانتسبيم ثم انتقل إلى جامعة غانا حيث درس فيها وحصل منها على درجة البكالوريوس في الاقتصاد والرياضيات.

## المسيرة المهنيّة
ظهر هارولد لأول مرةٍ في عالم السينما عام 2012 حينما شارك في المسلسل التلفزيوني الغاني كسوكسو (بالإنجليزية: Xoxo)‏، وبدأ بعدها في المشاركة في في العديد من الأفلام والمسلسلات الغانية على غرار تكريم دموعي (بالإنجليزية: Honour my tears)‏، لدغةٌ في حكاية (بالإنجليزية: A Sting in a Tale)‏، ليلة الزفاف (بالإنجليزية: Wedding Night)‏، كل امرأة لها قصة (بالإنجليزية: Every Woman Has A Story)‏، ساديا (بالإنجليزية: Sadia)‏ وإدين (بالإنجليزية: Eden)‏. أصبحَ هارولد أمنيا اسمًا مألوفًا في الداخل الغاني بعد إعلانه التجاري لشركة الاتصالات السلكية واللاسلكية تيجو (بالإنجليزية: Tigo)‏ والذي ظهر فيه رفقة الممثلة الغانية نا أشوركور. اختير هارولد أمنيا وعددٌ من نجوم السينما في غانا عام 2019 من قِبل وزارة السياحة والفنون والثقافة وشركة بربادوس لإنتاج الأفلام وذلك للمشاركة في فيلمٍ كبيرٍ – من حيثُ التمويل – بعنوان جوزيف (بالإنجليزية: Joseph)‏.

## قائمة أعماله

### أفلام
- لدغةٌ في حكاية (2009)[12]
- فور بلاي (2010)[13]
- تكريم دموعي (2015)[14]
- كل امرأة لها قصة (2015)[15]
- ليلة الزفاف (2016)
- يوسف (2019)[16]

### التلفاز
- كسوكسو (مسلسل تلفزيوني غاني صدر عام 2012)[17]
- ساديا (مسلسل تلفزيوني غاني صدر عام 2017)[18]
- إيدن (مسلسل تلفزيوني غاني صدر عام 2020)[19]

## الجوائز
- جوائز فيلم غانا لعام 2015 - الفائز بجائزة أفضل رجل يرتدي ملابس المشاهير.[20][21]
- جوائز فيلم غانا لعام 2018 - رُشّح للمنافسة على جائزة أفضل ممثل مساعد في مسلسل درامي.[22][23]
- جوائز إيمي أفريقيا لعام 2018 - رُشّح للمنافسة على جائزة رجل العام.[24][25]